# Prunelli-di-Casacconi
Prunelli-di-Casacconi (en cors I Prunelli di Casacconi) és un municipi francès, situat a la regió de Còrsega, al departament d'Alta Còrsega. L'any 1999 tenia 162 habitants.

## Demografia
| 1962 | 1968 | 1975 | 1982 | 1990 | 1999 |
| ---- | ---- | ---- | ---- | ---- | ---- |
| 176  | 198  | 184  | 183  | 146  | 162  |

## Administració
| Període   | Identitat              | Partit | Qualitat |  |
| --------- | ---------------------- | ------ | -------- |  |
| 2001-2008 | Marie-Louise Ogliastro |        |          |  |
| 2008      | Francois Mariotti      |        |          |  |

## Personatges il·lustres
- Michel Orso, cantant i compositor